# Руб-эль-Хали
Руб-эль-Ха́ли (араб. الربع الخالي‎) — обширная песчаная пустыня на Ближнем Востоке, занимающая южную треть Аравийского полуострова, одна из самых крупных пустынь мира. Также относится к одним из самых жарких (средний максимум в июле-августе составляет 47 °C, отметка в 50 °C также регулярно преодолевается) и сухих пустынь мира (годовая сумма осадков составляет ≈35 мм, испаряемость > 2000 мм), и таким образом, пустыня относится к категории аридных. Площадь 650 000 км². Расположена между 44°30' и 56°30' в. д., 16°30' и 23°00' с. ш. на территории государств Саудовская Аравия, Оман, ОАЭ и Йемен.

## Геологическое строение
Руб-эль-Хали является большим бассейном, вытянутым с юго-запада на северо-восток через аравийский шельф. Песок лежит поверх гравия или гипса, высота дюн достигает 250 м. Песок преимущественно силикатный, от 80 до 90 % составляет кварц, остальное — полевой шпат, крупицы которого, покрытые окисью железа, окрашивают пески в оранжевый и красный цвет.